# Friedrich Ludwig
Friedrich Ludwig (28 de octubre de 1851 - 1918) fue un micólogo, botánico, algólogo alemán.
Trabajó como maestro y más tarde profesor en Greiz, Alemania.

## Algunas publicaciones
- "Lehrbuch der Biologie der Pflanzen" ("Libro de texto de Biología Vegetal"', 1895.
- "Lehrbuch der niederen Crypto buitre, mit besonderer especies derjenigen Berücksichtigung, die für den Menschen sind von Bedeutung oder im Haushalte der Natur Eine Rolle spielen hervorragende ("Libro de texto de menor buitre Crypto, con especial referencia a aquellas especies que son relevantes para humanos o la economía de la naturaleza en excelente papel", 1892.
- "Die Milbenplage der Wohnungen, ihre Entstehung und Bekämpfung" ("La Infestación de Ácaros de Apartamentos, su desarrollo y Tratamiento", 1904.
- La abreviatura «F.Ludw.» se emplea para indicar a Friedrich Ludwig como autoridad en la descripción y clasificación científica de los vegetales.[3]